# Doblina grandidieri
Doblina grandidieri är en insektsart som beskrevs av Navás 1927. Doblina grandidieri ingår i släktet Doblina och familjen myrlejonsländor. Inga underarter finns listade i Catalogue of Life.